# Torsebro
Torsebro ist ein Ort in der schwedischen Provinz Skåne län und der historischen Provinz Schonen. Er gehört zur Gemeinde Kristianstad.

## Lage
Der 270 Einwohner (Stand 2010) zählende Ort liegt nördlich von Kristianstad an den Ufern des Helge å. In Torsebro beginnt das sich von hier weiter nach Süden erstreckende Biosphärenreservat Kristianstads Vattenrike. Nördlich liegen der See Gummastorpasjön und ein Eichenwald. Südlich des Orts verläuft die Landstraße 118.

## Geschichte
Der Helge å hat hier starke Stromschnellen. Auf einer Länge von etwa 500 Metern besteht eine Fallhöhe von 10 Metern. Diese Wasserkraft wird bereits seit Jahrhunderten genutzt. So gab es bei Torsebro zahlreiche Wassermühlen. 1681 wurde unter diesem Aspekt hier auch die Pulverfabrik Torsebro gegründet und bis 1926 betrieben. Die Pulvermühle war über lange Zeiträume ein wichtiges Element der schwedischen Rüstung.
Ab 1909 wurde in Torsebro ein erstes Wasserkraftwerk zur Stromerzeugung in Betrieb genommen. 1980 wurde dieses Werk abgerissen. Auch heute noch wird jedoch in Torsebro aus Wasserkraft Strom erzeugt. Der Helge å wurde zu diesem Zweck begradigt. Im alten Flussbett fließt jedoch seit 1993 immer eine ausreichende Wassermenge, um Lachse und Lachsforellen ein Flussaufwärtsziehen zu ermöglichen.
Torsebro gehörte zur Landgemeinde Nosaby (Nosaby landskommun), bevor diese zum 1. Januar 1967 in der Gemeinde Kristianstad aufging. Die Einwohnerzahl des Orts stieg in letzter Zeit von 204 im Jahr 1980 über 249 im Jahr 2000 auf 270 im Jahr 2010. Einen Höchststand hatte die Einwohnerzahl jedoch 1960 mit 276 Menschen. 2015 verlor Torsebro den Status eines Tätorts aufgrund des zu großen Abstands in der Wohnbebauung gemäß Tätortsdefinition. Stattdessen wies das Statistiska centralbyrån zwei (Småorter) aus: Der größere umfasst den gesamten Teil links des Flusses sowie den Abschnitt rechts des Flusses etwa zwischen der Brücke und der früheren Pulverfabrik, der andere das etwas separat gelegene Wohngebiet westlich davon, in Richtung der Ausfahrt auf den Länsväg 118 nach Bjärlöv.

## Anlagen
Im Ort befindet sich ein Freiluftbad und ein Tennisplatz. Nordöstlich von Torsebro befindet sich der aus dem 18. Jahrhundert stammende historische Bauernhof Ballingstorps gård. Bekannte Sehenswürdigkeit ist die Anlage der Pulvermühle Torsebro.

## Persönlichkeiten

Bild Landschaft bei Torsebro von Gustaf Rydberg, 1884

Ab 1885 lebte der Landschaftsmaler Gustaf Rydberg (1835–1933) im Ort. 
Der Radrennfahrer Herbert Dahlbom wurde 1934 in Torsebro geboren.